# Big Bertha (Mondgestein)
Big Bertha, wissenschaftlich auch Apollo Sample 14321 genannt, ist ein auf dem Mond gefundenes Gestein, das laut neuesten Erkenntnissen vermutlich von der Erde stammt.

## Geschichte

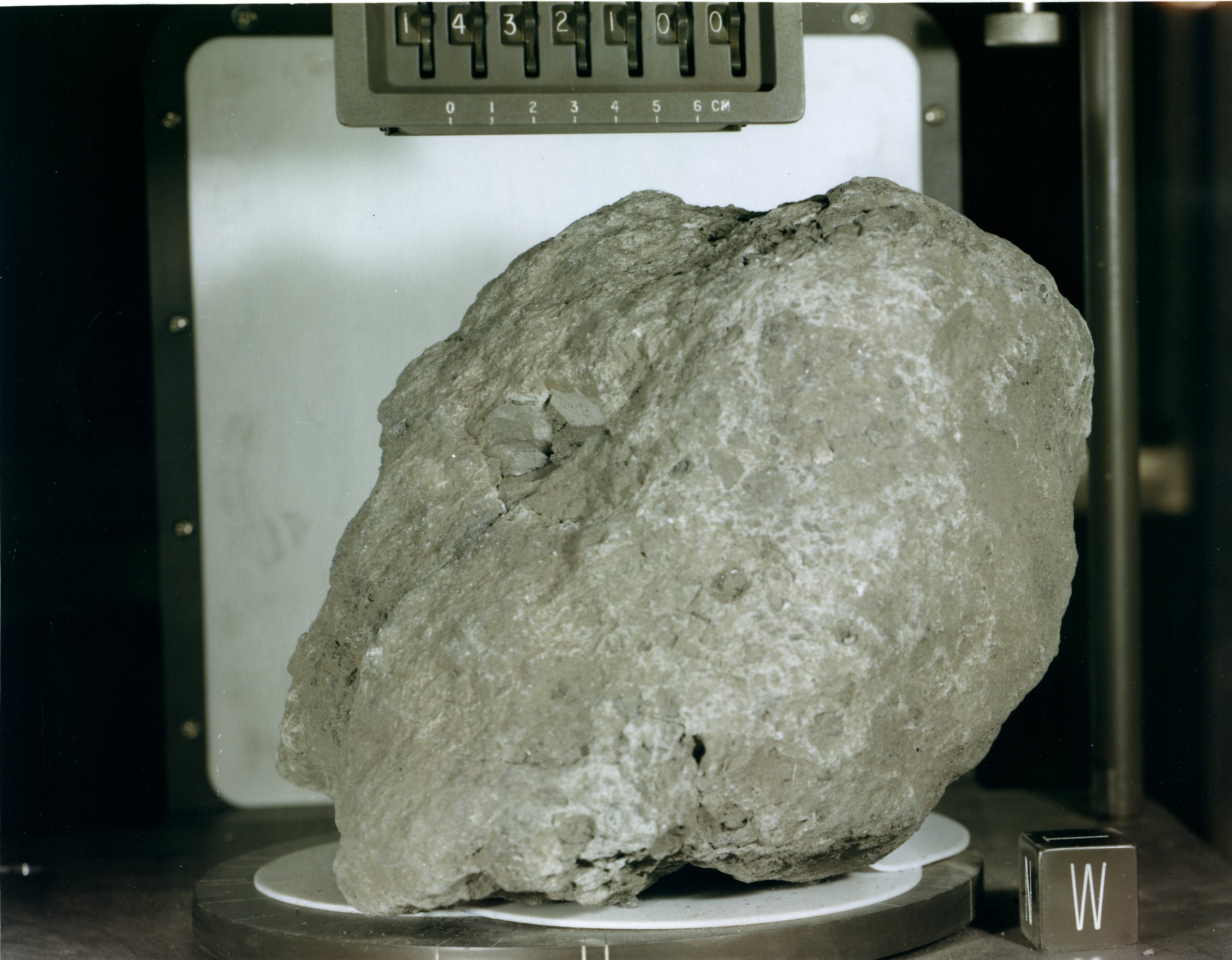
Big Bertha in voller Größe

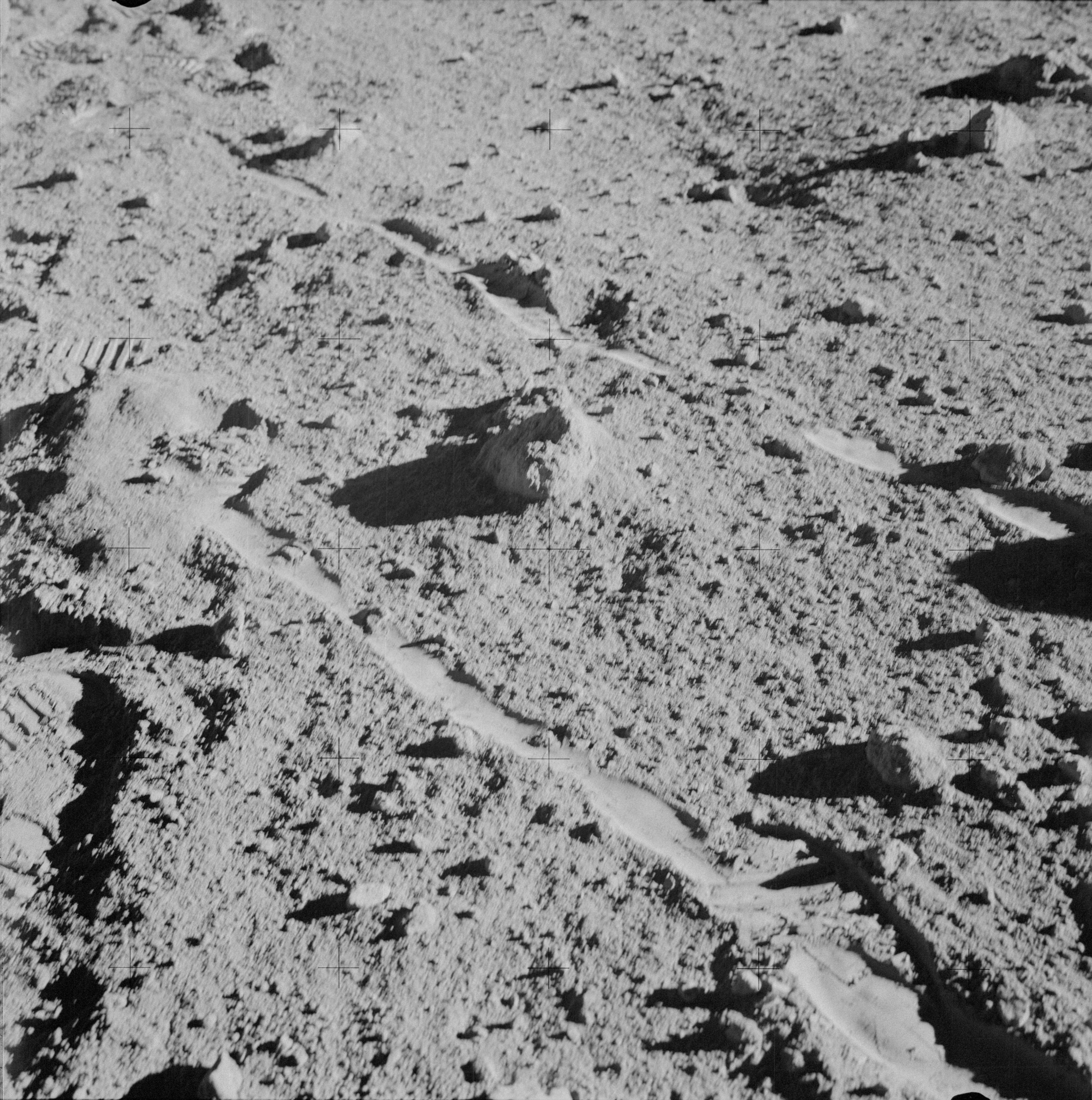
Fundstelle von Big Bertha, mittig im Bild

Am 5. Februar 1971 landete die Mannschaft von Apollo 14 im Fra Mauro, einem 95 km großen Impaktkrater auf dem Mond. Wie Forscher zuvor schon erwartet hatten, fand man dort hauptsächlich Brekzie vor – also abgeschlossenes Gestein, das überwiegend aus Fragmenten anderer Gesteinsarten besteht. Jene Brekzien entstanden höchstwahrscheinlich durch Einschläge auf der Mondoberfläche, da die entstehende Hitze und Druck verschiedene Minerale zusammenpressen.
Insgesamt nahm die Crew rund 45 kg Mondgestein mit auf die Erde, der größte von ihnen wog neun Kilogramm und erlangte den Namen „Big Bertha“. Laut NASA handelt es sich bei dem Namen Big Bertha um eine Referenz zu dem deutschen Geschütz Dicke Bertha der Firma Krupp, dessen Name sich angeblich auf die eher korpulentere Eigentümerin Bertha Krupp bezog. Heutzutage steht Big Bertha im Englischen allgemein für eine wohlklingende Beschreibung eines sehr großen Objektes einer Gruppe.
Big Bertha war mit neun Kilogramm das bis dahin schwerste Mondgestein, das auf die Erde gebracht wurde. Dieser Rekord wurde von der nachfolgenden Mission Apollo 15 gebrochen, deren Mannschaft einen 9,6 Kilogramm schweren Basaltbrocken namens Great Scott mitbrachte.

## Chemische Zusammensetzung
Viele der gefundenen Brekzien sind reich an sogenannten KREEP-Elementen (Kalium, seltene Erden und Phosphor). Big Berta hingegen besteht hauptsächlich aus Quarz, Feldspat und Zirkon (nicht zu verwechseln mit Zirkonium), was dem Aufbau von irdischem Granit stark ähnelt. Solche Gesteine gibt es auf dem Mond äußerst selten.
2019 analysierte Jeremy Bellucci, ein schwedischer Geologe, Fragmente von Bertha mittels Ionen-Massenspektrometrie. Der Forscher und sein Team fanden heraus, dass in den analysierten Zirkonen eine außergewöhnlich hohe Konzentration von Titan vorhanden ist. Dies lässt auf eine Kristallisation unter sehr speziellen Umständen schließen. Umstände, die auf dem Mond nicht vorkommen.
Die gängigste Erklärung ist, dass das Gestein sich vor etwa 4,0 bis 4,1 Milliarden Jahren in ungefähr 20 km Tiefe in der Erde gebildet und durch Erdeinschläge in den Weltraum katapultiert wurde.
Sollte sich der Verdacht bestätigen, stammt zumindest das analysierte, 2 Zentimeter große Fragment von Big Bertha von der Erde.